# Rynków
Rynków – osada leśna w Polsce położona na Kociewiu w województwie kujawsko-pomorskim, w powiecie świeckim, w gminie Warlubie, w kompleksie leśnym Borów Tucholskich.
W latach 1975–1998 miejscowość należała administracyjnie do województwa bydgoskiego.